# Ahmed Laïdi
 (avril 2025).
Si vous disposez d'ouvrages ou d'articles de référence ou si vous connaissez des sites web de qualité traitant du thème abordé ici, merci de compléter l'article en donnant les références utiles à sa vérifiabilité et en les liant à la section « Notes et références ».
Ahmed Laïdi est un haut fonctionnaire algérien.  

## Fonctions
Ses principales fonctions occupées sont :
1. Conseiller technique Chargé des Affaires africaines au Cabinet du président du Conseil des ministres (Ahmed Ben Bella): (1963-).
2. Chef du Cabinet du président de la République (Ahmed Ben Bella): (1963-).
3. Directeur général au ministère des Affaires étrangères: (1964-1966).
4. Ambassadeur d'Algérie à Madrid en Espagne: (1966-1970).
5. Wali de Médéa: (1970-1974).
6. Wali de Tlemcen: (1975-1978).
7. Ambassadeur d'Algérie à Amman en Jordanie: (1979-1984).
8. Ambassadeur d'Algérie à Londres au Royaume-Uni: (1984-1988).
9. Ambassadeur d'Algérie à Mexico au Mexique: (1988-1989).